# الحمض النووي الريبوزي للذاكرة
الحمض النووي الريبوزي للذاكرة هو شكل افتراضي من الحمض النووي النووي الريبوزي (RNA) وهو غير معتمد حاليًا، واقترحه جيمس في ماكونيل وآخرون كوسيلة لتفسير كيفية تخزين الذاكرة طويلة المدى في الدماغ. والفكرة في ذلك، أنه انطلاقًا من أن الحمض النووي الريبوزي يقوم بترميز المعلومات، وأن الخلايا الحية تستطيع إنتاجه وتعديله كرد فعل للأحداث الخارجية، يمكن استخدامه أيضًا في الخلايا العصبية لتسجيل المحفزات.
وتضمنت إحدى التجارب التي زعمت إثبات أساس كيميائي للذاكرة، تدريب بعض المستورقات (الديدان المسطحة) على حل «متاهة» بسيطة للغاية، ثم يتم طحنها وتغذية مستورقات غير مدرّبة بها لمعرفة ما إذا كانت قادرة على التعلم بسرعة. وبدا أن التجربة تظهر هذا التأثير، ولكن قدم اقتراح بعد ذلك بأن التحسس وحده هو الذي تم نقله،  أو لم يحدث أي انتقال، وأن التأثير كان نتيجةً لضغط هرموني في المستورقات المانحة.

## الحمض النووي الريبوزي للذاكرة في الخيال العلمي
في ذلك الوقت، ظهر الحمض النووي الريبوزي للذاكرة في الخيال العلمي عدة مرات، غالبًا على شكل «أقراص تنمية المهارات» تحتوي على الحمض النووي الريبوزي للذاكرة تمنح من يتناولها مهارات جديدة، أو في سياق النقل العقلي. وظهر هذا المفهوم في العديد من القصص القصيرة للاري نيفن، وأيضًا في حلقات مختلفة من الرجل الخفي (مسلسل تليفزيوني عرض في عام 2000).
كما استخدمت بعض روايات ستار تريك الحمض النووي الريبوزي للذاكرة في الثمانينيات كجهاز تخطيط في شكل «نقط حمض نووي ريبوزي» يتيح لإحدى الشخصيات تعلم لغات الفضائيين بسرعة. كما استخدمت رواية «طريق الطيبة العظيم» من تأليف ميليسا سكوت الحمض النووي الريبوزي للذاكرة.
واستخدم ألان مور كاتب الكتب الكوميدية المبدأ الأساسي، أو الحمض النووي الريبوزي للذاكرة لشرح أصل الشخصية الكرتونية كائن المستنقع التي قدمتها شركة دي سي كومكس في حلقة حكاية كائن المستنقع رقم 21. وتحكي القصة أنه بعد الاعتقاد بموت الكائن، قام عالم شرير بتشريح كائن المستنقع واكتشف أنه ليس العالم أليك هولاند الذي تحول إلى طفرة نباتية، ولكنه نبات المستنقع الذي التهم بقايا هولاند، وامتص عقله ومعرفته وذكرياته ومهاراته، من ثم أصبح لديه وعي ويؤمن بأنه هو أليك هولاند نفسه. واستخدم المؤلف تجربة المستورقات في القصة لدعم هذه النظرية.